# Natolin (stanice metra ve Varšavě)
Natolin je stanice varšavského metra na lince M1. Kód stanice je A-2. Otevřena byla 7. května 1995. Leží v městské části Ursynów. Stanice je situována blízko malého obchodního centra galerie Ursynów.